# Kopjespieper
De kopjespieper  (Anthus crenatus) is een soort zangvogel uit de familie piepers en kwikstaarten van het geslacht Anthus.

## Verspreiding en leefgebied
Deze soort komt voor in zuidelijk Afrika, met name in Lesotho en Zuid-Afrika.